# Richard Li
Richard Li, né le 8 novembre 1966 à Hong Kong, est un homme d'affaires canadien.
Il est le fils du milliardaire et homme d'affaires Li Ka-shing, tout en étant le frère de Victor Li.
Il est directeur de l'entreprise de télécommunication PCCW et du fonds d'investissement Pacific Century Group.
Il a été marié à Isabella Leong avec qui il a eu trois enfants.